# Arthur De Greef
Arthur De Greef (Leuven, 10 de outubro de 1862 — Bruxelas, 29 de agosto de 1940) foi um pianista e compositor belga.
Estudou piano no Conservatório Real de Bruxelas sob a orientação de Louis Brassin.Obteve seu diploma aos 17 anos, e prosseguiu seus estudos com Franz Liszt, em Weimar.
Foi aluno de Liszt durante dois anos, e em seguida viajou por várias cidades, apresentando-se como concertista, ganhando amplo reconhecimento, e elogios de Grieg e Saint-Saëns.
Seus dois concertos para piano e orquestra são seus maiores êxitos como compositor.Além das atividades de pianista concertista e compositor, também ensinou no Conservatório de Bruxelas.